# Săedinenie
Săedinenie (bulharsky Съединение) je město ve středním Bulharsku, v Hornothrácké nížině. Žije tu přes přibližně 5 500 obyvatel.
Je správním střediskem stejnojmenné obštiny v Plovdivské oblasti.

## Historie
Město vzniklo ze vsi Goljamo Konare, která byla založena během osmanské nadvlády. Díky příhodným podmínkám zde vzniklo středisko pro chov vojenských koní. Místní občané se významně zapojili do sjednocení Bulharska a Východní Rumélie v roce 1885. V roce 1969 získala ves současné jméno a také status města.

## Obyvatelstvo
K 15. září 2024 ve městě žilo 5 531 obyvatel a bylo zde trvale hlášeno 5 673 obyvatel. Podle sčítání 1. února 2011 bylo národnostní složení následující:
- Bulhaři: 4 611 (91.7 %)
- Romové: 405 (8.1 %)
- ostatní[p 2]: 15 (0.3 %)